# Fritz Kraemer (SS-Mitglied)

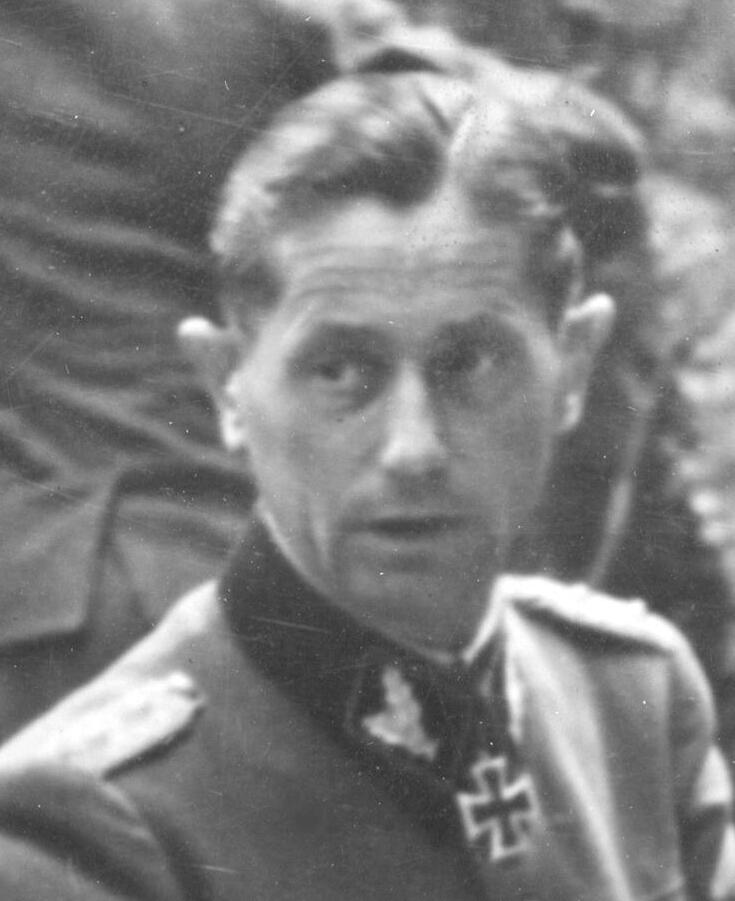
Fritz Krämer als SS-Oberführer (1944)

Fritz Kraemer (* 12. Dezember 1900 in Stettin; † 23. Juni 1959 in Hamburg-Ohlsdorf) war ein verurteilter deutscher Kriegsverbrecher, Offizier, zuletzt SS-Brigadeführer und Generalmajor der Waffen-SS als Kommandeur der 12. SS-Panzer-Division „Hitlerjugend“.
Während des Zweiten Weltkriegs wurde ihm am 29. Januar 1942 das Deutsche Kreuz in Gold sowie am 17. Dezember 1942 das Ritterkreuz des Eisernen Kreuzes verliehen. Zum 20. Juni 1943 wurde er zur Waffen-SS kommandiert. Zum 1. August 1944 trat er in diese als Brigadeführer ein (SS-Nummer 491.402).
1945 ergab sich Fritz Krämer gemeinsam mit Sepp Dietrich gegenüber der US Army und musste sich 1946, aufgrund seiner tragenden Rolle während des Malmedy-Massakers, vor Gericht verantworten und wurde zu 10 Jahren Haft verurteilt.